# Saint-Connan
Saint-Connan (tiếng Breton: Sant-Konan) là một xã của tỉnh Côtes-d’Armor, thuộc vùng Bretagne, tây bắc Pháp. It is known for its rich history of wine making.

## Dân số
Người dân ở Saint-Connan được gọi là Saint-Connanais.